# Augusto Como
Augusto Como (Cassano Spinola, 5 agosto 1911 – Alessandria, 23 novembre 1981) è stato un ciclista su strada italiano, attivo come indipendente dal 1933 al 1937 e vincitore di due Giri dell'Appennino.

## Carriera
Como si mise in luce già tra i dilettanti, categoria in cui vinse nel 1932 il Piccolo Giro di Lombardia ed arrivò secondo nel campionato italiano di categoria. Passato tra gli indipendenti nel 1933, ottenne due successi nelle prime due edizioni del Circuito dell'Appennino, nel 1934 e nel 1935; nella stessa gara fu poi secondo nell'edizione 1936 e terzo nel 1937. Ottenne anche un secondo posto di tappa al Giro del Piemonte 1933, il terzo posto al Giro delle Alpi Apuane 1934, il quinto al Giro dell'Emilia 1935 e l'ottavo alla Coppa Bernocchi 1936.
In carriera partecipò a quattro edizioni del Giro d'Italia, ma non riuscì mai a trovare piazzamenti di rilievo. Si ritirò dall'attività nel 1937 dopo cinque anni da indipendente.

## Palmarès
- 1932 (dilettanti)

Corsa del Dopolavoro di Serravalle Scrivia
Piccolo Giro di Lombardia
- 1934 (S.S. Girardengo, due vittorie)

Circuito dell'Appennino
Torino-Valtournenche
- 1935 (Polisportiva Giordana, una vittoria)

Circuito dell'Appennino

## Piazzamenti

### Grandi Giri
- Giro d'Italia

1934: 16º
1935: ritirato
1936: 32º
1937: 39º

### Classiche monumento
- Milano-Sanremo

1936: 25º
1937: 40º
Giro di Lombardia
1932: 29º
1933: 20º